# Bernd Franke
Bernd Franke (Bliesen, 12 febbraio 1948) è un ex calciatore tedesco occidentale, vicecampione del mondo con la nazionale tedesca nel 1982.

## Carriera

### Club
Iniziò la carriera lontano dai pali ma presto divenne portiere. Dal club, Saar 05 Saarbrücken, col quale visse le giovanili venne portato da  Otto Knefler, al Fortuna Düsseldorf. Nel 1971 Knefler passò al club di Bundesliga dell'Eintracht Braunschweig e si portò dietro nuovamente anche Franke che finì per divenire titolare al posto di Horst Wolter, anche se ciò non evitò la retrocessione nel 1973. Nel 1974 rifiutò il passaggio al Kaiserslautern e nello stesso anno riconquistò la promozione sempre con l'Eintracht Braunschweig, con il quale ottenne il terzo posto nella Bundesliga nel 1977. In tutto ha giocato 345 match in Bundesliga sempre e solo con la maglia dell'Eintracht Braunschweig.

### Nazionale
Bernd Franke divenne anche riserva in Nazionale dietro a Sepp Maier e Wolfgang Kleff debuttando il 28 marzo 1973, in amichevole. La decisione di restare in seconda divisione con l'Eintracht non gli permise di far parte dei 22 che conquistarono il titolo nel mondiale 1974. Fu invece un infortunio in una gara amichevole a privarlo quattro anni più tardi della chiamata alla rassegna del 1978. Nel 1982 fece parte della Nazionale tedesca occidentale che conquistò il secondo posto dietro l'Italia anche se non giocò nemmeno un minuto nel torneo.
Nel 1984 partecipò con la sua nazionale alle Olimpiadi di Los Angeles quale titolare.